# タイロナ

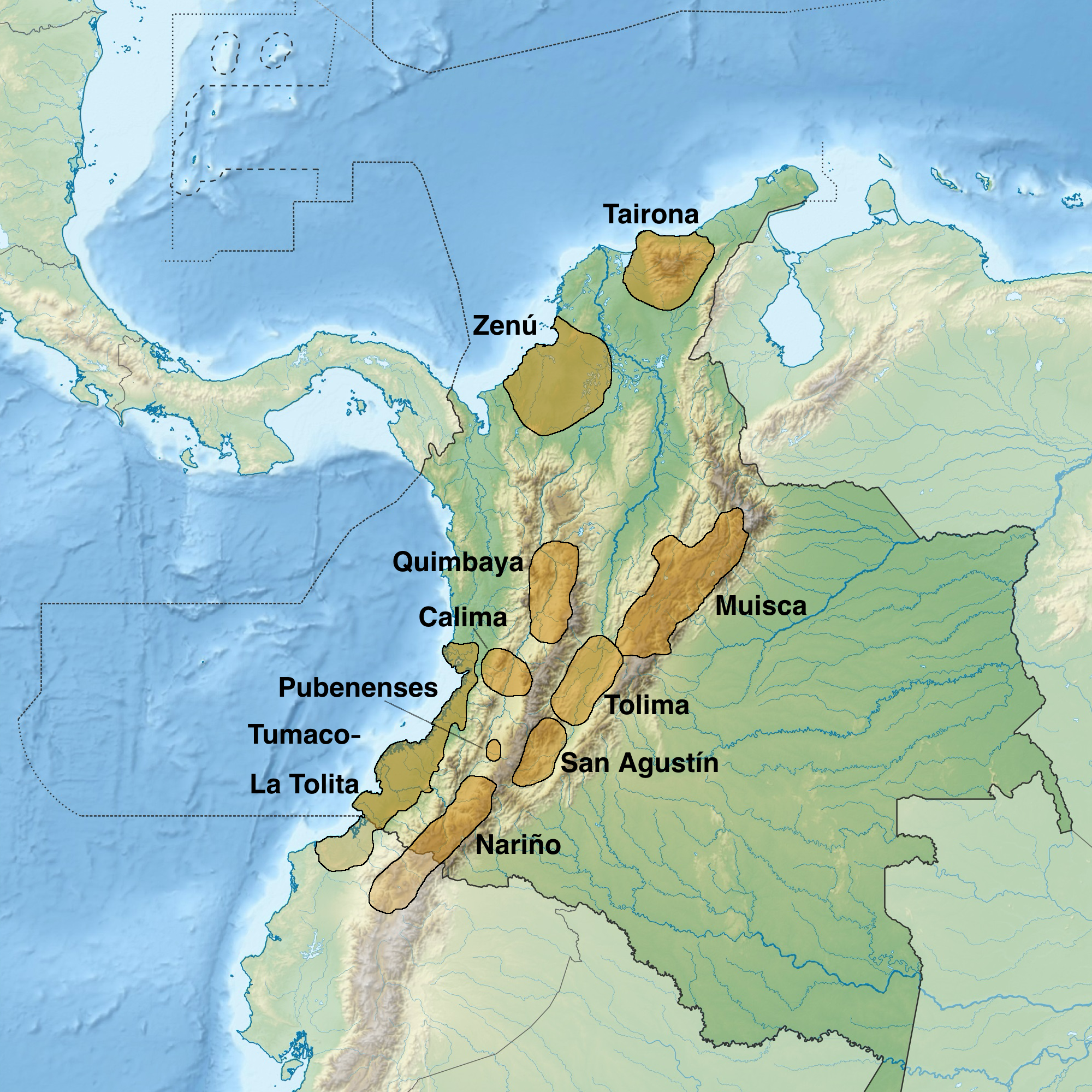
先コロンブス期におけるコロンビアの古代文化分布図

タイロナ（Tayronas、Tairona）は、コロンビア北部、グアヒラ(Guajira)半島の基部にあたる海岸を後背にした孤島のような山塊に住んだ人々が築いた南米先住民の文化である。タイロナ文化の起源については不明な部分が多いが、マグダレナ川下流のZambrano発展期の文化にその起源を考えるのがもっとも適切に思われる。マグダレナ川下流の蔵骨器は、タイロナのものとよく似ており、低地マグダレナ（マグダレナ川下流）文化とタイロナの間の移行期にあたるものは、La Meza（ラ・メサ）という文化として知られていて、シエラネバダの南麓に遺跡が点在している。
タイロナの国家が衰退し始めたのは、1528年のロドリゴ・デ・バスティダス(Rodrigo de Bastidas)の到着が契機であった。そして1550年に80%の人々がいなくなって、のこり20%の人々は、より標高の高い山地へ逃れていった。混血していく人々もいた。山地に残った人々は、コギ、イカ(Ika)、サンカ(Sanká)という部族として生き残っている。

## 「町」と耕地の様子
考古遺跡として残ったPueblitoの遺跡は、タイロナの「重要な街」である。Pueblitoは、3000軒ほどの家々が軒を連ね、そのほかには、宮殿や神殿として建てられたすばらしい建築物があった。「街」を通る大通りは、平石で舗装され、すべての集落が石敷きの道路で結ばれていた。「街」の中を流れる小川には、平石で造られた橋がかけられた。考古学的な調査ではひとつずつの家の丸い輪郭が土台のみの形で発見される。平石が円形に並べられ側面には造り出しのように並べられ、平石の端が平石に接するように順番に並べられる。それらの円形ないし環状の家には対称的な位置に出入口が設けられている。出入口は、平石を並べてわかるようになっている。調理用の土器や斧や石のすり皿、石棒などの道具は家屋の床面から発見される。
また、しばしばそれらの家は、低い基壇の上に基礎をもって建てられているか、丘陵のわきをテラス状にして建てられている。直径20mほどの家もある。このような家屋の内部には火を使用した痕跡が見られる。壁と屋根は木を用いるか茅葺であったと思われる。壁は粘土と小石を混ぜ込んでつくられ、表面には水で石灰を溶かして塗っていた。神殿や特別な建物は、平石の基壇の上に木造で建てられていたのは一般の家屋と同じであったが、通常より高い基壇の上に建てられ、石造りの階段がつけられ、一般の家屋より大きな建物であった。男たちや若者が集会を行なったり、学識ゆたかな賢者がおとづれるのを迎える建物や神聖な儀礼を行なう建物も同じように大きく造られた。木も生えないような高地の家を捨てて下ってくる人々が街をおとづれて、神々の言葉を伝えたり、若者たちにタイロナの国家の伝統を教えたりしたといわれている。
タイロナの人々は、自分たちの住む「町」をより大きくすることを計画し、建設活動に用いる木材の切り出しを組織的に行い、雨水が効率的にあつめる運河や貯水槽を造って都市と耕地に供給した。テラス農耕のシステムの遺構は、経年劣化によって亀裂が起こったり侵食されたりすることを防ぐよう設計されていた。

## 政治と軍事
タイロナの政治、統治組織についてはほとんどわかっていないが、何度かの調査によっていくつかの中心地を持つ連邦制的な側面があると考えられてきた。集落を形成する文化であって政治的宗教的な統御（統制、統治）を行なうために、何段階ものヒエラルキー（階級構造）があったと思われる。しばしば集落の中心には、マウンドや基壇をともなう神殿や宮殿が建てられた。しかし、タイロナの集落は中心となる「町」に住む有力な首長のもとで結びついていた。ライヘル・ドルマトフ(Reichel-Dolmatoff,G.) は、アンデス社会やコロンビアの他の地域の特徴的な文化の社会的政治的な発展段階との比較により、よりすすんだ形態との位置づけとして、タイロナの国家形態を「集落封建制」と呼んでいる。
人口1000人くらいのいくつかの町にはカシケ（首長）がいたと思われる。よりよく統治をすることができる人物として首長がいたことが、神官のような半神格化された指導者が中心的な役割を果した他のスペイン征服以前のアメリカ古代文化の担い手たちとは異なっている。首長は、儀礼的な役割、執政官としての役割、裁判官としての役割を果していた。首長たちはそれぞれ異なった意見を持つことができたが、一方では、タイロナ国家に共通する文民統治機構には、やはり祭司たちがかかわっていた。祭司たちは執政官としての権限はまったくなかったが、尊敬され、さらには崇敬すらされていた。そのため、祭司たちの意見が、会議の決定に著しい影響を与えることもあった。神々の戒めを通して庶民の生活に影響を与えていた。
タイロナの軍事組織には常備軍的なものは存在しなかったが、それぞれの「町」から屈強な男性が選ばれ、戦いのために訓練を受けていた。またそれがそれぞれの「町」の首長たちで構成する会議体がそれぞれの「町」に課した義務でもあった。訓練が終わると男たちは「マニカトス（Manicatos）」に異動することになった。「マニカトス」はタイロナ国家の軍事組織であった。

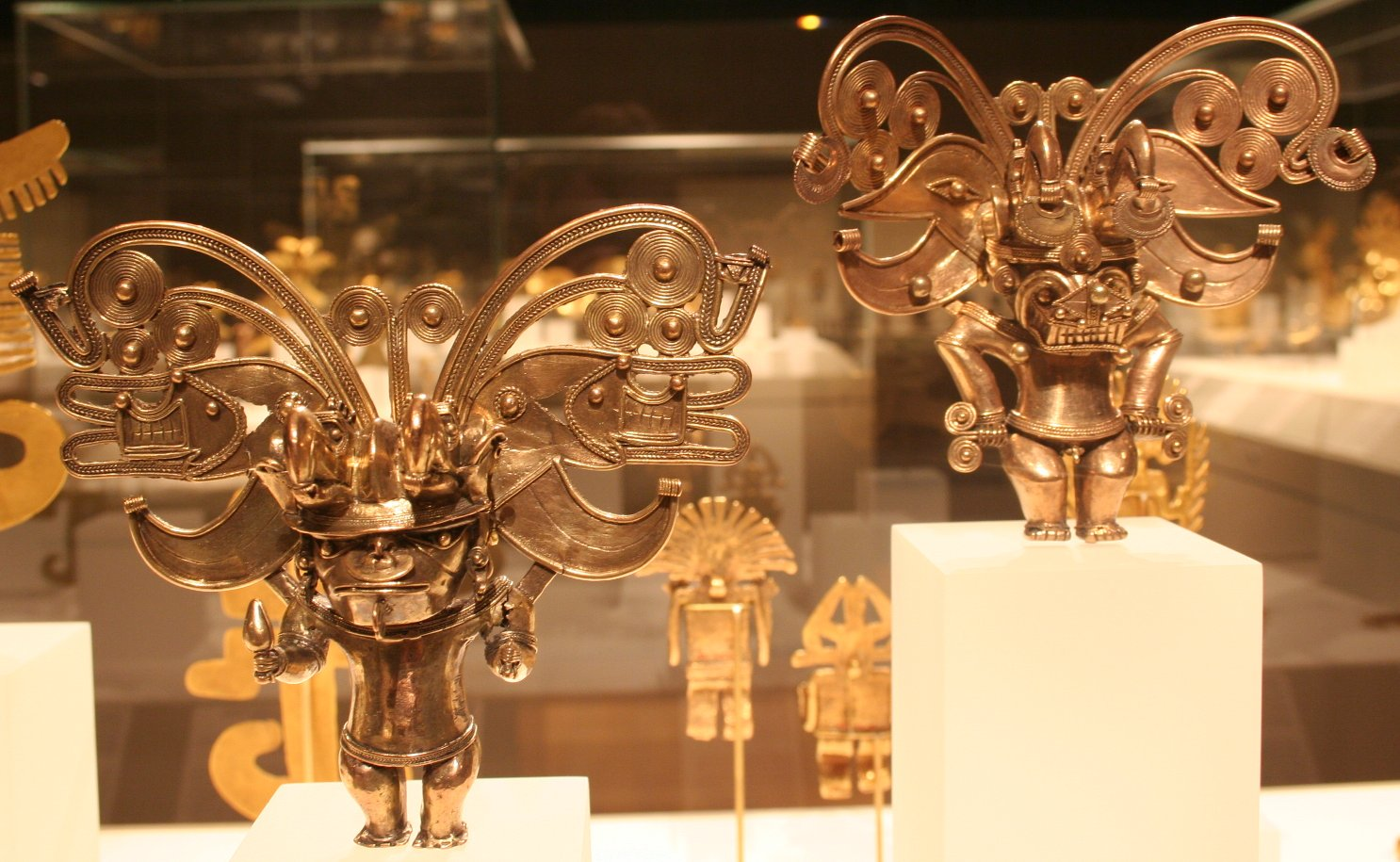
メトロポリタン美術館にあるタイロナ文化の黄金ペンダント

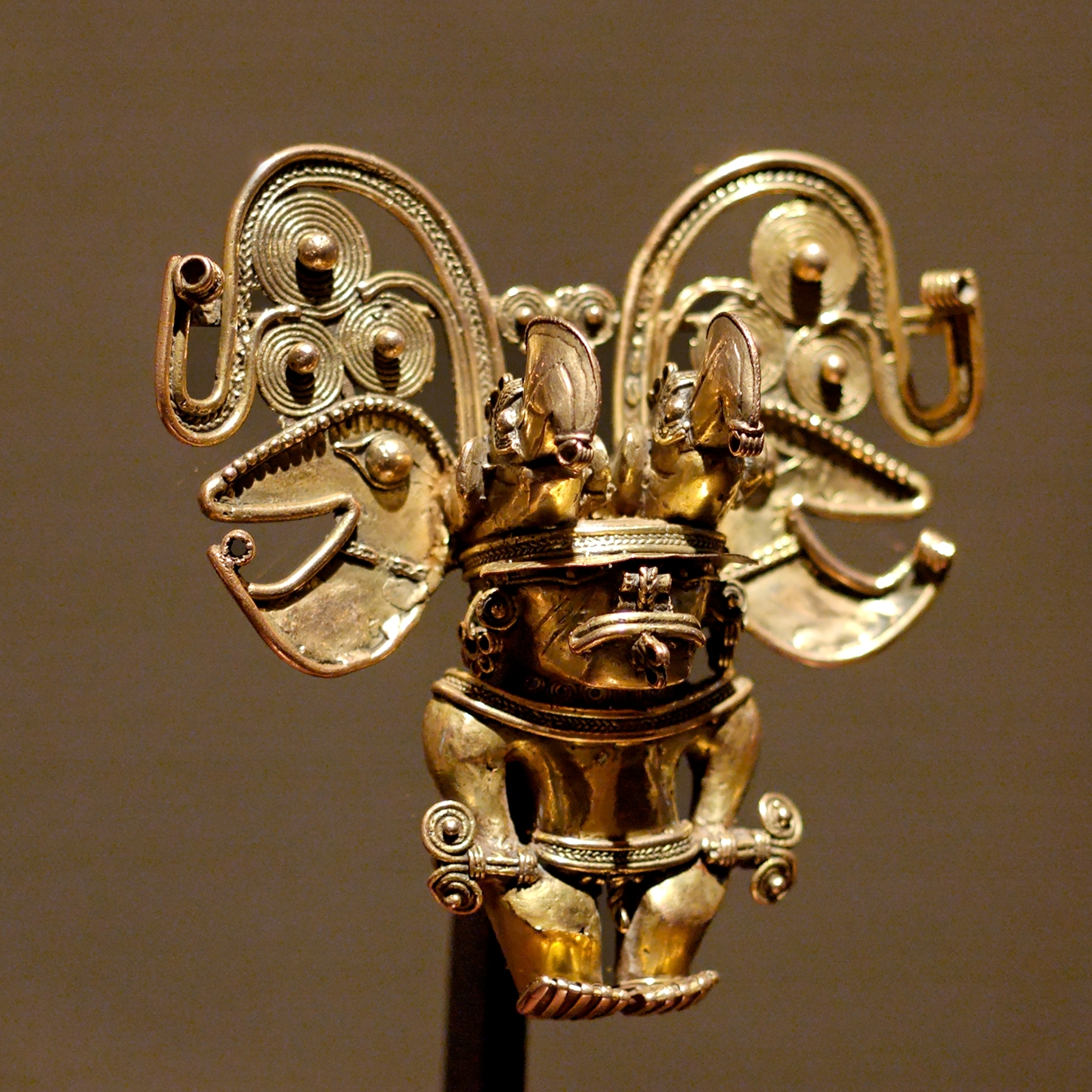
ルーブル美術館にあるタイロナ文化の黄金ペンダント

## 貴金属製品
タイロナは金細工が盛行したことによって知られており、たくさんの論文が書かれている。タイロナは失蝋法の技術によって、かなりの水準に発展を遂げていた。金細工師たちは、蝋でまず型を作って、粘土でその型を包み鋳型とする。粘土の鋳型をあたためて、蝋がとけるようにして、その後、蝋がとけだして空になった空間に液体になった金を流し込む。そして、金が冷えて凝固すると金細工師の望んだとおりの形ができる。錫、金、銅の合金であるトゥンバガを使うことが資源の節約や金をとかしやすくすることから認められていた。金の純度を高めるために、銅が酸化したあとに熱して、そのあとに冷たい水につけた。
ほうっておいたら緑青がついてひび割れてしまうのを防ぐためであった。最後に磨きの工程を行なったら完成であった。タイロナは金細工や紡績の技術を広めようと考えていたが、ムイスカでさまざまな技術が発展しタイロナに取り入れられたと考えられている。ムイスカの貴金属製品の大部分はタイロナに比べて、洗練されていないし、仕上げの仕方もお粗末なものだったが、金の純度においては優れていた。一方、タイロナは、細工の技術については完全に近い水準であった。ムイスカ人は失蝋法を習得するときに自らの作品を美的に向上させようとした。つまり、造ったものがつたない技術で役に立たなくなるだけでなく、ひび割れてしまうかもしれないし、薄い板であることから、可能なことが限られるからである。純度が高い金に打ち出し細工をするのはほとんど可能であった。タイロナ人は自分たちの製品を水に沈めることによって純度を向上させることを学んだ。そして以前と同じレベルの美しい金細工を造った。

## 言語
タイロナ人の言語はチブチャ語のグループに属する。チブチャにはムイスカ人も含まれ、ムイスカはそれぞれの「町」で無数の言語分化をしていた。そのため、前述の冶金・鋳造業にみられるような文化的なつながりが確実に存在した。キンバヤのような集団と比較してタイロナとムイスカの交流は活発であった。

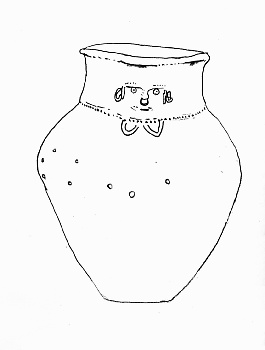
タイロナの蔵骨器

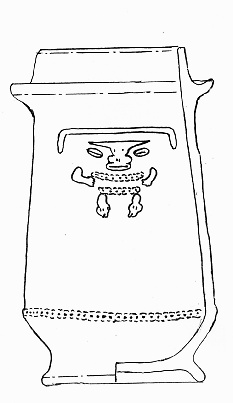
タイロナのいわゆる"Treasure Jar"

## 経済と食料
タイロナの経済は、交易にはほとんどたよらず、むしろ自給自足に近い状態であった。というのは、タイロナの人々が住む場所は、すべて海の近くの熱帯のような場所であって、釣りや漁業に適している場所から比較的暖かい場所を経て、山岳地帯の耕作に適した地域にまで及んでいる。タイロナ人の食生活、栄養補給の実態については、食料を作るには不適なシェラ・ネバダ山脈のトウモロコシ栽培によって、丸いパン（bollos）をつくって焼いていた。丸いパンを作る技術は、後にシヌー文化にも伝わった。また、丸いパンだけでなく、トウモロコシを原料に醸造したチチャ酒やアレパス（arepas）という普通のトウモロコシのパンも多く食べたようである。また、飲み物には甘みをつけるために蜂蜜を用いた。つまり、タイロナ人は、養蜂も営んでいたのである。タイロナ人は優れた農夫であり彼らの菜園では果樹や豆類、野菜類、トゲバンレイシ、パイナップル、アボカド、グァバが栽培された。
肉の消費はごくわずかであって、ヤギ類の肉やクイなどの齧歯類の肉を特別な日に食べていたようであるが、一般的には魚を食べていた。

## 土器
死者の遺体は、家屋の外に蔵骨器に納められるのが一般的であるが、石で囲んで家屋の床下に埋葬されることもあった。供物として埋納遺構（Cache）に用いられる土器は「宝のつぼ（"Treasure Jar"）」と呼ばれる土器や蓋付きの土器であって、床下に埋められ丸石やビーズが中に入っていることもあった。
もっとも一般的なタイロナの土器は調理用の赤い土器と家財道具としての黒色磨研土器である。黒色磨研土器は動物、人間、神、悪魔などの生き物の形をしており、さらにさまざまな形をしている。中には脚付きの壺やバスケットのような釣手のついた皿、蓋のついた円筒形の甕、鐙形の注口をもった壺(cf.鐙型注口土器)、動物をかたどった球根状の空洞の脚を持った四脚土器、そういった土器が二次埋葬の遺体が納められた蔵骨器とともに死者の副葬品として多量に埋葬された。また、翼の形をしてよく表面を磨いている石製ペンダントと鋳造された金のペンダントもそのほかの副葬品とともにみられる。またタイロナ文化には、メソアメリカに由来すると思われる多くの要素がみられる。儀礼に用いられる埋納遺構（Cache）、トラロックのように舌を突き出した存在を表現した土器、土偶やヘビやジャガーの両あごの中に人間の顔が表現されたオカリナ、そのほかメソアメリカに由来するものとして現在もタイロナの末裔として山地に生き残っているコギ族が9を神聖な数とし、4つの顔を持つ神、世界を4色に色分けすることなどの観念をみると強い影響があったと考えられる。それらは、形成期かそれより早い段階の核アメリカの文化的遺産に由来すると考えられるが、実際のところは、タイロナと同じ時期の後古典期のメソアメリカの影響と考えられる。ライヘル・ドルマトフは、そのようなメソアメリカのイデオロギーは、カリブ海を経由してコロンビアの北部に直接もたらされたと考えている。

## 祭りや神話伝承
タイロナ人は、頭飾りや衣服に鳥の羽を非常に美しく飾っていた。トウモロコシの収穫の祭り、つまり夏至の時期になるとコンゴウインコや外の鳥の羽毛を刈る伝統儀礼を行なった。タイロナの神話や伝承によると、タイロナには、文字記録には残っていないし、ムイスカのように他の文化で起こったように山岳地帯へ入っていく植民地時代のクロニスタ（年代記作者）もいなかったため、ほとんどどのような神かはわかっていないが、とにかくたくさんの神々があったようである。コギ族をはじめとする山岳地帯に生き残っている部族には、タイロナの創世神話が伝えられている。その創世神話によると、すべてが存在する以前は、世界は暗闇に覆われており、すべては暗黒であった。そういったときであっても宇宙の女神が生きており沸き出でるようにして現れた。宇宙の女神から最初の男が生まれ、光が訪れた。それが最初の日であった。生まれて間もないいわゆる最初の男、Sintanaは、成長してたくましい男となり最初の「マニカトス」、つまり軍勢を組織した。しかし、世界はまだ出来上がっていなかった。Sintanaは、一人で生きていた。宇宙の女神はつむぐことを知っていたので、糸を巻いて大きな紡錘をつくった。それを山頂に釘付けにたくさんの糸を引き出した。たくさんの糸が引き出されると山の周りを丸く囲むように並べられた。宇宙の女神は、円を作っている間に「私の子供たちである地よ！現れよ！」と命じると世界が形成されたという。